# Дороти Кумсън
Дороти Кумсън (на английски: Dorothy Koomson) е британска писателка от ганайски произход, авторка на бестселъри в жанр съвременен и любовен роман.

## Биография и творчество
Кумсън е родена в Лондон, Англия през 1971 г. Израства в Лондон и Лийдс. От малка обича да чете и да пише. Пише първото си произведение на 13 години, за да го чете пред съучениците си. Завършва университета на Лийдс с бакалавърска степен и Лондонския университет с магистърска степен в специалностите „Психология“ и „Журналистика“. Работи временно в женски списания и вестници в Лондон и в продължение на 2 години в Сидни.
Заедно с работата продължава и страстта ѝ да пише разкази и романи в свободното си време.
През 2003 г. е публикуван първият ѝ роман – „The Cupid Effect“ (Ефектът на Купидон). През 2006 г. е издаден третият ѝ роман „Момиченцето на Адел“, който става бестселър.
През 2010 г. е издаден романът ѝ „The Ice Cream Girls“ (Сладоледени момичета). Екранизиран е през 2013 г. в минисериал с участието на Джоди Мей и Лорейн Бъроуз.
Дороти Кумсън живее със семейството си в Хоув.

## Произведения

### Самостоятелни романи
- The Cupid Effect (2003)
- The Chocolate Run (2004)
Шоколадово бягство, изд.: СББ „Медиа“, София (2014), прев. Татяня Виронова
- My Best Friend's Girl (2006)
Момиченцето на Адел, изд.: ИК „Бард“, София (2007), „Санома Блясък България“ (2013), прев. Мариана Христова
- Marshmallows for Breakfast (2007)
Бонбони за закуска, изд.: СББ „Медиа“, София (2015), прев. Боряна Даракчиева
- Goodnight, Beautiful (2008)
- The Ice Cream Girls (2010)
- The Woman He Loved Before (2011)
- Where I Found You (2012)
- The Rose Petal Beach (2012)
- The Flavours of Love (2013)
- That Girl From Nowhere (2015)
- When I Was Invisible (2016)

### Новели
- Before The Rose Petal Beach (2012)
- From There to Here (2015)

### Екранизации
- 2013 Ice Cream Girls – ТВ мини сериал